# Ethan Batt
Ethan Batt (Nelson, 20 augustus 1998) is een Nieuw-Zeelands wielrenner.

## Carrière
In 2020 werd Batt tweede in het nationale kampioenschap tijdrijden voor beloften, achter Finn Fisher-Black. Een jaar later werd hij achtste bij de eliterenners. Later dat jaar, in juni 2021, eindigde hij als tweede in het bergklassement van de Koers van de Olympische Solidariteit. Enkel de Nederlander Thijs de Lange verzamelde meer punten.
Omdat zijn ploeg in 2023 een stap hogerop deed, werd Batt dat jaar prof. Hij nam dat jaar deel aan onder meer de Scheldeprijs, waar hij de finish niet haalde. Voor het seizoen 2024 stapte hij over naar Hengxiang Cycling Team nadat Bolton Equities Black Spoke stopte met bestaan.

## Ploegen
- 2020 –  Black Spoke Pro Cycling Academy
- 2021 –  Black Spoke Pro Cycling Academy
- 2022 –  Bolton Equities Black Spoke Pro Cycling
- 2023 –  Bolton Equities Black Spoke
- 2024 –  Hengxiang Cycling Team

Batt · Bostock · Burnett · Christensen · Currie · Fitzsimons · Fouché · Gate · Gough · Jackson · Jones · Kench · Mudgway · O'Donnell · Oram · Scott · Sexton · Stewart · Townsend · Wright · Gardner (stagiair) · Hornblow (stagiair) · Vercouillie (stagiair)